# Klimaøkonomi
Klimaøkonomi er den gren af den økonomiske videnskab, der beskæftiger sig med konsekvenserne af og mulige løsninger på de problemer, der forårsages af udledningen af drivhusgasser og den resulterende globale opvarmning. Klimaøkonomi kan opfattes som en underafdeling af miljøøkonomien, der beskæftiger sig generelt med økonomiske problemstillinger i forbindelse med forureningsproblemer.
De globale klimaproblemer er blevet udråbt til verdens største markedsfejl. Klimaproblemerne kan anskues som en negativ eksternalitet, eller alternativt kan opretholdelsen af et stabilt klimasystem på kloden opfattes som et offentligt gode.

## Emneområder
Vigtige emneområder indenfor klimaøkonomi er værdisætning af de formodede omkostninger ved den globale opvarmning, principper for rationel klimapolitik under fundamental usikkerhed, optimal regulering af klimaproblemet og grundlæggende økonomiske problemstillinger i forbindelse med internationale klimapolitiske forhandlinger. Da klimaproblemet er globalt, er der behov for en bindende aftale, der omfatter langt hovedparten af verdens vigtige udledere. Den franske Nobelpristager i økonomi Jean Tirole har foreslået, at de fem største udledere - EU, USA, Kina, Rusland og Indien, der i 2012 tilsammen stod for 65 % af de globale udledninger - kunne gå sammen i en koalition og lave en fælles aftale om at lægge en tilstrækkelig afgift på drivhusgasser. Alle verdens resterende lande kunne så inviteres til at slutte sig til koalitionen.
En af klimaøkonomiens vigtige pointer er, at den grønne omstilling, der skønnes nødvendig for at holde den globale opvarmning under kontrol, bør ske omkostningseffektivt. De to vigtigste instrumenter til at opnå dette vil enten være en ensartet afgift på alle udledninger af drivhusgasser, uanset hvor i verden de finder sted, eller et system af omsættelige kvoter for udledninger af drivhusgasser. Såvel afgifter som omsættelige kvoter kan, hvis hvert af systemerne håndhæves, så de fungerer efter hensigten, sørge for at holde udledningerne nede på det ønskede niveau.
Et vigtigt klimaøkonomisk tema er lækageproblemer: Hvis et enkelt land fører en meget mere ambitiøs klimapolitik end omverdenen og eksempelvis gør det meget dyrt at udlede kuldioxid, risikerer man, at konsekvensen bliver, at den energitunge og CO2-intensive produktion blot flytter til andre lande, så den globale udledning ikke bliver påvirket af faldet i udledninger på nationalt plan. Det kræver opbygningen af effektive internationale institutioner at kunne modvirke sådanne effekter. En mulighed, som drøftes indenfor klimaøkonomien, er at indføre handelssanktioner overfor lande, som ikke vil være med i klimaaftaler og derigennem udøver en form for miljømæssig dumping overfor de andre lande. Det er således blevet foreslået af Jean Tirole.

## Klimaøkonomiske modeller
Et centralt redskab i klimaøkonomien er forskellige klimaøkonomiske modeller, der kombinerer beskrivelser af klimasystemet og økonomien og dermed kan illustrere og analysere samspillet imellem dem. I disse modeller vokser økonomien over tid, fordi både befolkningen, den teknologiske viden og kapitalapparatet vokser. Uden en aktiv klimapolitik vil denne økonomiske vækst medføre stigende udledninger af drivhusgasser. Modellerne kan bruges til at kvantificere både skadeomkostningerne ved den globale opvarmning og omkostningerne ved at sænke udledningerne af drivhusgasser.

## Kendte klimaøkonomer
Blandt pionererne indenfor klimaøkonomien er de amerikanske professorer William Nordhaus fra Yale University, Martin Weitzman fra Harvard University og den lidt yngre Robert Stavins, også fra Harvard. Nordhaus modtog Nobelprisen i økonomi i 2018 som følge af sin banebrydende indsats med at integrere klimaændringer i den langsigtede analyse af makroøkonomiske forhold.
I Danmark har den tidligere overvismand professor Peter Birch Sørensen fra Københavns Universitet i en del år undervist og forsket i klimaøkonomi. Birch Sørensen blev også den første formand for Klimarådet, da denne institution blev dannet i 2015.